# آنی (فیلم ۱۹۸۲)
آنی (انگلیسی: Annie) یک فیلم در ژانر کمدی-درام، موزیکال، و کودکان به کارگردانی جان هیوستون است که در سال ۱۹۸۲ منتشر شد.

## بازیگران
- آلبرت فینی
- تیم کوری
- برنادت پیترز
- جفری هولدر
- ادوارد هرمان
- شاونی اسمیت
- ری بولگر
- جان هیوستون
- کارول برنت
- ان راینکینگ
- آیلین کوئین
- جنت جونز
- لری هانکین
- آماندا پیترسون
- مردیت سالنجر